# Alberga
Alberga est une localité de Suède dans la commune d'Eskilstuna située dans le comté de Södermanland.
Sa population était de 418 habitants en 2019.